# 진월초등학교 마룡분교
진월초등학교 마룡분교는 전라남도 광양시 진월면 마룡리 136-1에 있었던 초등학교이다.

## 연혁
- 1926년 10월 19일 진월공립보통학교 개교
- 1938년 4월 1일 진월공립심상소학교
- 1941년 4월 1일 진월공립국민학교
- 1996년 3월 1일 진월남초등학교 마룡분교장 격하
- 2002년 3월 1일 진월남초등학교로 통폐합